# Ayesha Harruna Attah

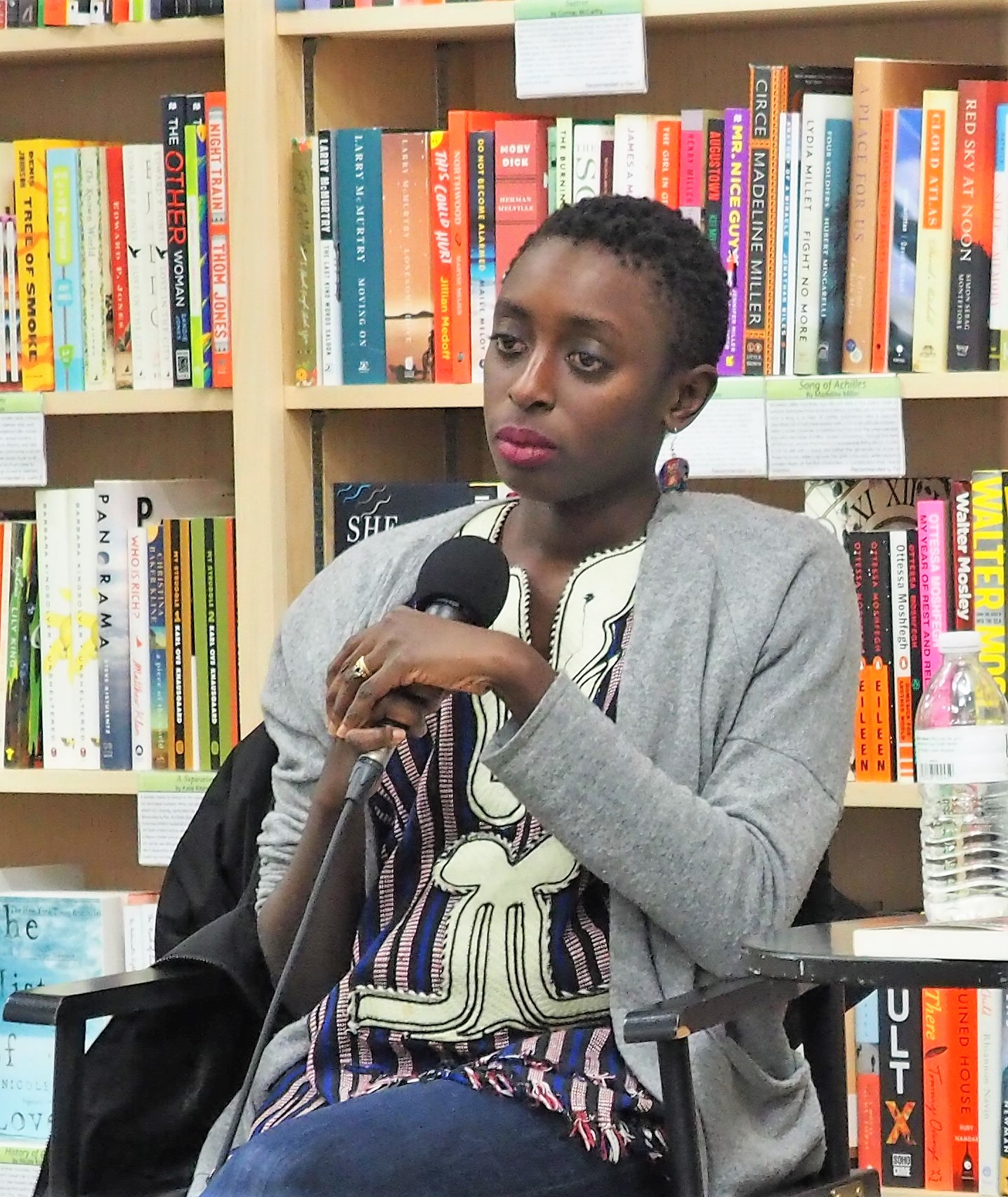
Ayesha Harruna Attah (2019)

Ayesha Harruna Attah (* Dezember 1983 in Accra) ist eine ghanaische Schriftstellerin.

## Leben
Ayesha Harruna Attah ist die Tochter einer Journalistin und eines Grafikdesigners. Sie wuchs mit einer Schwester in ihrer Geburtsstadt Accra auf. Ihre Eltern, die unter anderem das Literaturmagazin Imagine leiteten, beeinflussten Attahs Entwicklung zur Schriftstellerin. Sie begann früh, Geschichten zu schreiben, nahm in der Schule an Schreibwettbewerben teil und veröffentlichte erste Texte bei der von ihren Eltern herausgegebenen Tageszeitung The Accra Mail. Zu ihren Vorbildern gehörten die Schriftsteller Toni Morrison und Gabriel García Márquez.
Da Attah an der High School gute Leistungen in den Naturwissenschaften zeigte und sozialen Druck empfand, daraus Konsequenzen zu ziehen, nahm sie zunächst ein Studium  mit Biochemie im Hauptfach am Mount Holyoke College in Massachusetts auf, das sie 2005 abschloss. Sie plante, danach eine medizinische Hochschule zu besuchen und Ärztin zu werden. Kurse im Kreativen Schreiben und Journalismus, an denen sie teilnahm, veränderten jedoch ihre Berufspläne. Sie studierte stattdessen Journalismus an der Columbia University und erlangte dort einen Masterabschluss. 2011 erhielt sie zudem an der New York University den Master of Fine Arts in Kreativem Schreiben.
Attahs Debütroman Harmattan Rain (2008) entstand während eines von dem senegalesischen Verlag Per Ankh organisierten Autoren-Workshops in Popenguine, an dem Ayi Kwei Armah als Mentor mitwirkte. Das Buch schildert das Schicksal von drei Frauen unterschiedlicher Generationen einer ghanaischen Familie. Es war 2010 für den Commonwealth Writers’ Prize nominiert.
In ihrem zweiten Roman, Saturday's Shadows (2015), stellt Attah das problematische Leben einer dreiköpfigen Familie und deren Haushaltshilfe in einer westafrikanischen Diktatur in den 1990er Jahren dar.
Ihren internationalen Durchbruch als Schriftstellerin hatte sie mit ihrem 2018 erschienenen Roman The Hundred Wells of Salaga. Inspiriert durch das Schicksal ihrer Ururgroßmutter, die von Schwarzen versklavt wurde, schildert Attah darin die im vorkolonialen Ghana spielende Geschichte von Aminah, die zur Sklavin der Häuptlingstochter Wurche wird. Der Roman wurde von Kritikern überwiegend begeistert aufgenommen, wobei insbesondere die detaillierte Darstellung des Alltags und der Hintergründe auf Lob trafen. Er wurde ins Französische, Italienische, Türkische, Niederländische und – unter dem Titel Die Frauen von Salaga – ins Deutsche übersetzt.
Danach veröffentlichte Attah 2020 das Jugendbuch The Deep Blue Between (Tiefe Wasser zwischen uns), das in den 1890ern in Westafrika spielt und von zwei Zwillingsschwestern handelt, die durch Verschleppung und Verkauf in die Sklaverei getrennt werden. Zwei Jahre später erschien die romantische Komödie Zainab Takes New York über eine junge Ghanaerin, die nach New York City kommt auf der Suche nach Arbeit und Liebe.
Neben ihren Romanen publiziert Attah auch Beiträge in Anthologien und Zeitschriften wie dem New York Times Magazine. Sie schreibt bevorzugt auf Englisch, der Amtssprache von Ghana. Zudem hat sie in der Schule das Lesen und Schreiben von Ga gelernt, spricht Twi und Französisch und hat Grundkenntnisse in Spanisch.
Seit 2014 lebt Attah im Senegal. Sie ist Mutter eines Kindes.

## Werke
- Harmattan Rain. Per Ankh, Popenguine, Senegal 2008, ISBN 978-2-911928-12-3.
- Saturday's Shadows. World Editions, London 2015, ISBN 978-94-6238-043-1.
- The Hundred Wells of Salaga. Cassava Republic, London 2018, ISBN 978-1-911115-51-9.
  - Die Frauen von Salaga. Roman. Aus dem Englischen von Christiane Burkhardt. Diana HC, München 2019, ISBN 978-3-453-29219-2.
- The Deep Blue Between. Pushkin Children’s Books, London 2020, ISBN 978-1-78269-266-9.
  - Tiefe Wasser zwischen uns. Roman. Aus dem Englischen von Christiane Burkhardt. Diana HC, München 2021, ISBN 978-3-453-29253-6.
- Zainab Takes New York. Headline Accent, London 2022, ISBN 978-1-4722-8839-4.